# Nettetal
Nettetal är en stad i den tyska delstaten Nordrhein-Westfalen, och är belägen ungefär tio kilometer från gränsen till Nederländerna, nordväst om Mönchengladbach. Staden har cirka 43 000 invånare, på en yta av 84 kvadratkilometer, och ingår i storstadsområdet Rheinschiene.